# Tierra de Pinares
La Tierra de Pinares es una comarca natural castellana situada en la comunidad autónoma de Castilla y León, y comprende el norte de la provincia de Segovia y el sur de la provincia de Valladolid. También se extiende por el este de la provincia de Ávila (Valle del Alberche y Tierra de Pinares).
En ella se concentra una masa forestal compuesta de las especies Pinus pinaster y Pinus pinea.

## La zona segoviana
Dentro de la parte correspondiente al norte de la provincia de Segovia se sitúa la villa de Cuéllar, ligada históricamente al aprovechamiento forestal y transformación de la madera y autodefinida desde hace años como «Isla mudéjar en mar de pinares». En la actualidad cuenta con un importante número de industrias dedicadas a la industria del mueble, y utiliza como escaparate un certamen dedicado al mismo, enmarcado dentro de la feria de Cuéllar, en la que emplea 1500 metros cuadrados para el mueble y la decoración, y cuenta con más de 50 000 visitantes. Durante el siglo XX fue una más de tantas poblaciones castellanas dedicadas a la producción de la resina, industria que ha vuelto a rehabilitar en el siglo XXI. La patrona de la comunidad de Villa y Tierra, Nuestra Señora de El Henar fue proclamada por el papa Pío XII en 1958 patrona de los resineros de España, y coronada canónicamente en 1971 por el papa Pablo VI.
También la villa de Coca, en Segovia, aparece ligada a lo largo de la historia a los mismos aprovechamientos forestales, incluido el de la resina, que también explota en la actualidad, así como Navas de Oro y otros pueblos adyacentes.

## La zona vallisoletana
Dentro de la zona de la Tierra de Pinares que se sitúa en la provincia de Valladolid se encuentra la ciudad de Pedrajas de San Esteban, destacada por la elaboración del piñón, hecho por el que se autodefine «El piñón de España». Otras villas de la zona son Íscar y Portillo, también dedicadas a la industria de la madera, o Boecillo, en cuyo parque tecnológico, entre otras empresas, se halla ARESA, encargada de fabricar uno de los componentes básicos de las alas de los Airbus, lo que convierte a la localidad en uno de los principales focos de desarrollo industrial de la comunidad. Olmedo destaca por tener un gran valor histórico. Se diferencia de otras comarcas de Valladolid por su orografía característica, esto es, si en la Campiña del Pisuerga el suelo es de arcilla, la Tierra de Pinares está cubierta de arena.

## Patrimonio histórico y natural
La mayor parte de las poblaciones más importantes destacan por estar declaradas conjunto histórico-artístico, como es el caso de Cuéllar. Otros ejemplos son el castillo de Coca y los restos del castillo de Íscar, el mudéjar de Olmedo y Mojados o la iglesia parroquial y la ermita de Sacedón en Pedrajas de San Esteban.
En lo que refiere a Cuéllar destaca el castillo de los duques de Alburquerque, que perteneció a Beltrán de la Cueva, valido del rey Enrique IV de Castilla; la muralla de la Villa, uno de los conjuntos murados más importantes y mejor conservados de la comunidad autónoma y por su foco de arquitectura mudéjar, el más numeroso de Castilla y León. Cuenta además con un nutrido grupo de iglesias, monasterios y casas solariegas y palacetes pertenecientes a la antigua burguesía, como es el caso del palacio de Santa Cruz, el palacio de los Rojas o el palacio del rey Pedro I.
La zona de la Tierra de Pinares es un ejemplo de belleza natural. En los parajes de Sacedón (Pedrajas de San Esteban) y el Puente Blanca (Íscar), en las riberas de los ríos como el Eresma y el Cega o en sus miles de hectáreas de pinar, está claro que Tierra de Pinares es una comarca con naturaleza para dar y tomar. La comunidad de Villa y Tierra de Cuéllar, que en la actualidad se halla circunscrita en ambas provincias, cuenta con 12 000 hectáreas de monte y pinar, y destacan las lagunas y humedales, como El Espadañal, convertido en observatorio ornitológico desde hace décadas.